# Jorien Wuite
Jorien Wuite (Den Haag, 6 december 1964) is een Sint Maartens-Nederlands politica voor de Verenigde Democraten en D66. Van 31 maart 2021 tot 5 december 2023 was zij lid van de Tweede Kamer, waar zij de portefeuille koninkrijksrelaties, kunst en cultuur beheerde.

## Jeugd en opleiding
Wuite is een dochter van de schrijver Anna Merab Richardson uit Sint Maarten. Haar ouders werkten beiden als onderwijzer. Zij werd geboren in Den Haag en groeide op in die regio. Zij studeerde van 1984 tot 1989 gezondheidswetenschappen aan de Erasmus Universiteit Rotterdam en deed haar afstudeeronderzoek op Sint Maarten. Later volgde zij een tweede master in Public Management & Policy aan de Open Universiteit (2008–12) en studeerde zij internationale politiek aan Instituut Clingendael (2018).

## Carrière
Na haar studie werkte Wuite vijf jaar als managementconsultant voor het Goudse bedrijf KVA Groep, dat met name de publieke sector ondersteunt. Ze verhuisde in 1997 met haar gezin naar Sint Maarten om sectordirecteur Gezondheidszaken voor de overheid van dat land te worden. Van 2008 tot 2010 diende ze als sectordirecteur Volksgezondheid, Sociale Ontwikkeling en Arbeidszaken, totdat ze benoemd werd tot secretaris-generaal van dat ministerie. Van 2014 tot 2018 was zij secretaris-generaal van het ministerie van Onderwijs, Cultuur, Jeugd en Sport. In die periode werd ze politiek actief en deed ze als derde kandidaat van de Democratische Partij (DP) mee aan de Statenverkiezingen van 2016. Ze werd niet tot parlementslid verkozen.
Toen het interim-kabinet-Marlin-Romeo I begin 2018 werd gevormd, werd Wuite minister van Onderwijs, Cultuur, Jeugd en Sport namens de Verenigde Democraten (UD). Ze werd beëdigd op 15 januari en verscheen weer op het stembiljet bij de Statenverkiezingen in februari 2018 als twaalfde kandidaat van de UD. Het kabinet-Marlin-Romeo II werd geïnstalleerd op 25 juni 2018, waardoor Wuite gevolmachtigd minister van Sint Maarten werd. In die functie vertegenwoordigde zij het Sint Maartense kabinet bij de Raad van ministers van het Koninkrijk der Nederlanden in Den Haag. Daarom verliet ze het eiland en verhuisde ze terug naar Den Haag. Bij de Statenverkiezingen van 2020 was zij de derde kandidaat van de Verenigde Democraten, maar kreeg wederom geen zetel. Ze noemde de problemen van het land enorm en bijzonder complex en haar campagne werd door de Volkskrant omschreven als "opvallend inhoudelijk" voor het eiland.
Op 25 september 2019 namen de Staten van Sint Maarten een motie van wantrouwen aan tegen vijf ministers, onder wie Wuite. Aanhangers van de motie waren tegen het besluit van het kabinet om het parlement te ontbinden na de val van de regeringscoalitie. Wuites ambtsperiode eindigde op 19 november 2019 en zij werd vervolgens strategisch adviseur voor het ministerie van Onderwijs, Cultuur, Jeugd en Sport, waar ze zich bezighield met projecten voor herbouw in de nasleep van orkaan Irma.

### Tweede Kamer
Wuite werd begin 2020 lid van D66 en stelde zich verkiesbaar bij de Tweede Kamerverkiezingen in 2021. Ze vertelde tijdens de campagne dat het nodig was de relaties tussen de landen van het Koninkrijk der Nederlanden te vernieuwen. Daarbij moest volgens haar gekeken worden naar "opgelegd toezicht, ruzie over geld, [...] gebrek aan begrip en eenzijdig handelen door Den Haag". Ze werd verkozen als de twintigste kandidaat van D66 en ontving 15.898 voorkeurstemmen. Zij werd op 31 maart 2021 beëdigd als het eerste lid van de Tweede Kamer met een Sint Maartense achtergrond. Als Kamerlid houdt ze zich bezig met koninkrijksrelaties, kunst en cultuur (voorheen ook media). Ze is lid van de interparlementaire commissie inzake de Nederlandse Taalunie en van de vaste commissies voor Buitenlandse Handel en Ontwikkelingssamenwerking (voorzitter), voor Buitenlandse Zaken, voor Koninkrijksrelaties en voor Onderwijs, Cultuur en Wetenschap. Op 9 augustus 2023 gaf ze aan niet verkiesbaar te zijn voor een tweede termijn in de Tweede Kamer. Op 5 december 2023 nam zij afscheid van de Tweede Kamer.

## Nevenactiviteiten
Wuite was ruim tien jaar (tot 2016) bestuurslid van het Prins Bernhard Cultuurfonds Caribisch Gebied, dat culturele activiteiten financiert. Ook was ze in 2019 ambassadeur van de Black Achievement Month en begin 2021 voorzitter van de organiserende stichting. Sinds april 2020 is ze verkenner bij de Nederlandse Organisatie voor Wetenschappelijk Onderzoek in de Caraïben.

## Privéleven
Wuite heeft twee zonen. Toen ze werd verkozen tot lid van de Tweede Kamer verhuisde ze van Sint Maarten naar Voorburg.